# شو، ويلتشير
شو هي قرية في الرعية المدنية لملكشام بدون، ويلتشير، إنجلترا. حوالي 1.7 ميل (2.7 كـم) شمال غرب Melksham على طريق A365 Melksham to Box عند نقطة يتباعد فيها B3353 إلى كروشام.

## تاريخ
سجل قصر شو في القرن الثالث عشر وأصبح عشورًا لرعية ملكشام. بحلول عام 1335، كانت هناك كنيسة صغيرة للقديس ليونارد، ولكن لم يتم تسجيل هذه الكنيسة بعد عام 1460 كانت الأرض المرتفعة إلى الغرب من القرية تعرف باسم شو هيل.
شو هاوس، بني عام 1711 وامتد ج. 1840، بني مدرج الدرجة الثانية *. تم استخدام المنزل كمدرسة في أوائل القرن التاسع عشر، كمنزل للمسنين في القرن العشرين، واعتبارًا من عام 2015 عاد إلى الاستخدام السكني.
و الانجليكانية بنيت كنيسة المسيح في عام 1838 طبقا لتصميمات TH وايت، وخدم شو و يتلي باعتباره chapelry من كنيسة الرعية في ميلكسهام. أثبتت هذه الكنيسة أنها صغيرة جدًا وأعيد بناؤها في عام 1905 وفقًا لتصميمات CE Ponting على حساب Charles Selwyn Awdry، الذي كان قد شغل منصب شريف ويلتشاير. الكنيسة الجديدة في الفنون والحرف القوطية الطراز وهي من الدرجة الثانية * بناء المدرجة، بعد أن عين حتى يوم 13 فبراير 1985.

## وسائل الراحة
يوجد بالقرية مدرسة ابتدائية، مدرسة Shaw CE الابتدائية، تم بناؤها بجوار الكنيسة في عام 1874 وتم تمديدها في 1901 و 1911 و 1973 و 2003 و 2009 تم تعليم الأطفال من جميع الأعمار هنا حتى عام 1953.

## شو ترست
أسس شو ترست في القرية في عام 1982 ونمت لتصبح مؤسسة خيرية وطنية، حيث تساعد أكثر من 50000 شخص معاق ومحروم على العيش المستقل والتوظيف كل عام. كما أنها تعمل مع شو أجكيشن ترست التي تدير عددًا من المدارس الأكاديمية في جميع أنحاء البلاد.

## روابط خارجية
- "Melksham Without". Wiltshire Community History. Wiltshire Council. مؤرشف من الأصل في 2018-10-04. اطلع عليه بتاريخ 2015-12-29.